# 弦楽合奏のための聖三祝文

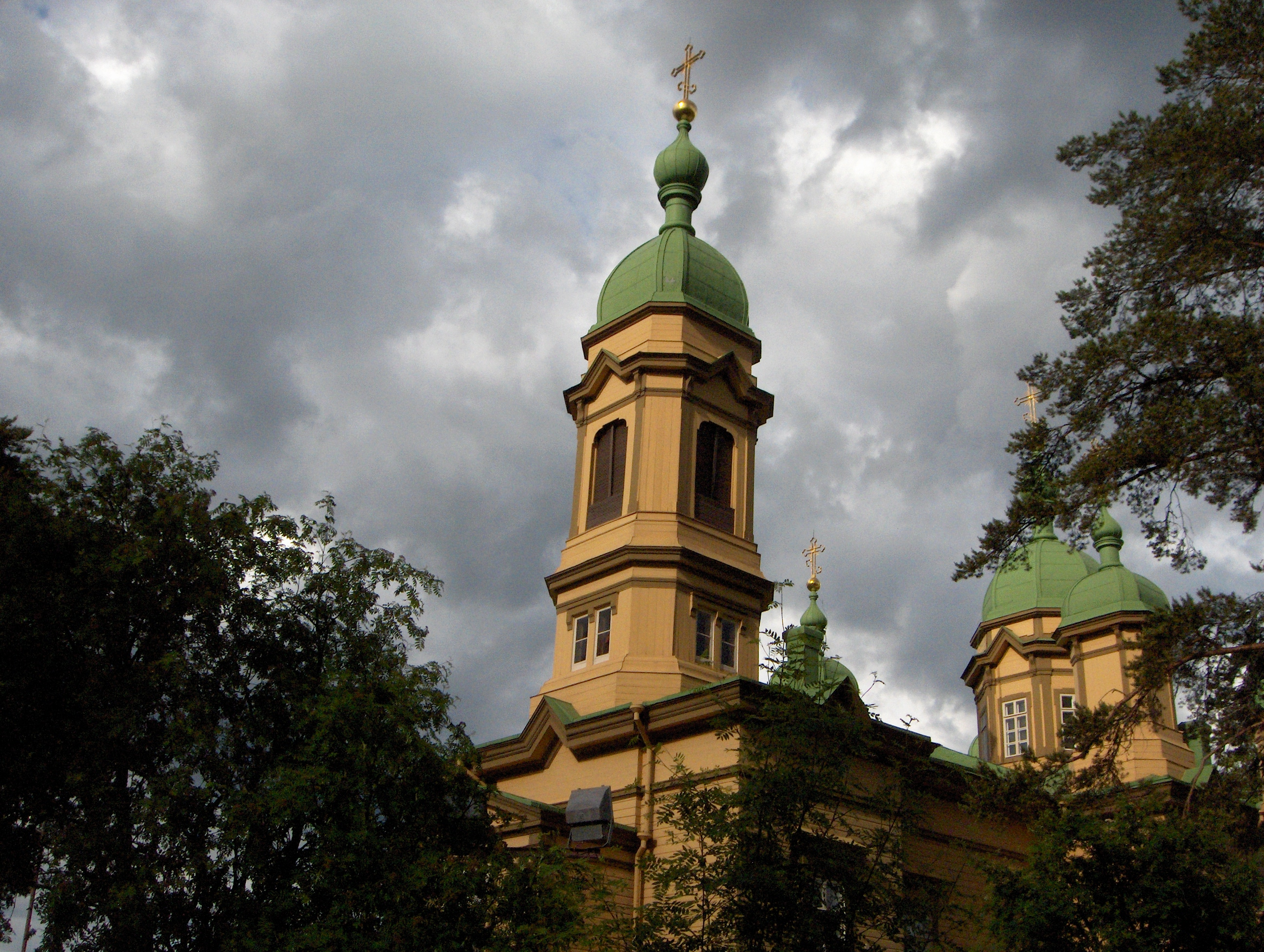
預言者エリヤ教会（イロマンツィ・フィンランド）

弦楽合奏のための聖三祝文（げんがくがっそうのためのせいさんしゅくぶん、英語: Trisagion for string orchestra）は、アルヴォ・ペルトがイロマンツィ（フィンランド）の預言者エリヤ教会500年祭を記念して1992年に作曲した聖三祝文を題材とした弦楽合奏曲で、管区に献呈された。『トリサジオン』とも表記される。
アルヴォ・ペルトは正教徒であり、題材も正教会の祈祷文にとったものであるが、正教会の奉神礼で用いられる聖歌は無伴奏声楽である。従って声楽を伴わず弦楽のみで構成される本曲は奉神礼に用いられることはなく、もっぱら演奏会用の作品である。